# Viktoriiny dny
Viktoriiny dny (švédsky: Victoriadagarna), dříve Viktoriin den (švédsky: Victoriadagen), je každoroční slavnost ve Švédsku konající se uprostřed července na oslavu narozenin korunní princezny Viktorie.
Slaví se kolem narozenin princezny, 14. července, což je také den vyvěšení vlajky; u významných narozenin se oslavy mohou konat i více dní. Tato narozeninová tradice začala v roce 1979 při druhých narozeninách korunní princezny Viktorie.
Oslavy Viktoriiných dnů se obvykle konají na ostrově Öland, kde švédská královská rodina tráví letní dovolenou. Den často začíná v Sollidenském paláci, kde rodina korunní princezny, král a královna vítají čekající davy. Davy zpívají Viktorii „Hodně štěstí, zdraví“ a následuje jásot vedený králem Karlem XVI. Gustavem Švédským. Královská rodina se pak vydá na procházku. Každý rok se koná koncert, na kterém vystupují slavní umělci. Koncertu se účastní královská rodina a vysílá ho televize.

## Viktoriina cena
Každý rok během Viktoriiných dnů je Viktoriina cena (švédsky: Victoriastipendiet) udělována švédskému sportovci, který během roku vykonal mimořádně záslužný úspěch.